# Ahmed al-Yaari
Ahmed Abdullah al-Yaari (arabisch احمد عبدالله اليعري, * 16. Januar 2000) ist ein Leichtathlet aus dem Jemen, der im Sprint sowie im Mittelstreckenlauf an den Start geht. Er ist aktueller Inhaber des Landesrekordes im 400-Meter-Lauf.

## Sportliche Laufbahn
Erstmals bei einer internationalen Meisterschaft trat Ahmed al-Yaari 2017 bei den Jugendasienmeisterschaften in Bangkok in Erscheinung, bei denen er im 1500-Meter-Lauf in 4:02,51 min den fünften Platz belegte. Anschließend nahm er im 800-Meter-Lauf an den Asienmeisterschaften in Bhubaneswar teil und schied dort mit 1:55,86 min im Vorlauf aus. Im Jahr darauf schied er bei den Juniorenasienmeisterschaften in Gifu über 400 Meter mit 50,31 s in der ersten Runde aus, wie auch über 800 Meter mit 1:56,53 min. 2019 nahm er im 200-Meter-Lauf an den Asienmeisterschaften in Doha teil, konnte sich dort mit 22,34 s aber nicht für eine weitere Runde qualifizieren, wie auch über 400 Meter mit 48,27 s. Ende September konnte er bei den Weltmeisterschaften ebendort dank einer Wildcard an den Start gehen und schied dort mit neuem Landesrekord von 22,37 s im Vorlauf aus. 2021 nahm er ebenfalls dank einer Wildcard über 400 m an den Olympischen Sommerspielen in Tokio teil und schied dort mit 48,53 s in der Vorrunde aus.
2022 schied er bei den Islamic Solidarity Games in Konya mit 22,34 s im Halbfinale über 200 Meter aus und verpasste über 400 und 800 Meter mit 48,76 s bzw. 1:53,16 min jeweils den Finaleinzug. Im Jahr darauf kam er bei den Panarabischen Spielen in Algier mit 22,27 s nicht über den Vorlauf über 200 Meter hinaus.

## Persönliche Bestzeiten
- 200 Meter: 22,27 s (+0,5 m/s), 6. Juli 2023 in Algier
- 400 Meter: 48,27 s, 21. April 2019 in Doha (jemenitischer Rekord)
  - 400 Meter (Halle): 49,25 s, 9. Januar 2023 in Doha
- 800 Meter: 1:54,03 min, 4. Mai 2018 in Doha
  - 800 Meter (Halle): 1:48,52 min, 1. Februar 2023 in Doha
- 1500 Meter: 4:02,51 min, 22. Mai 2017 in Bangkok